# Paolo De Albertis
Paolo De Albertis (Napoli, 1770 – Napoli, 1844) è stato un pittore italiano.

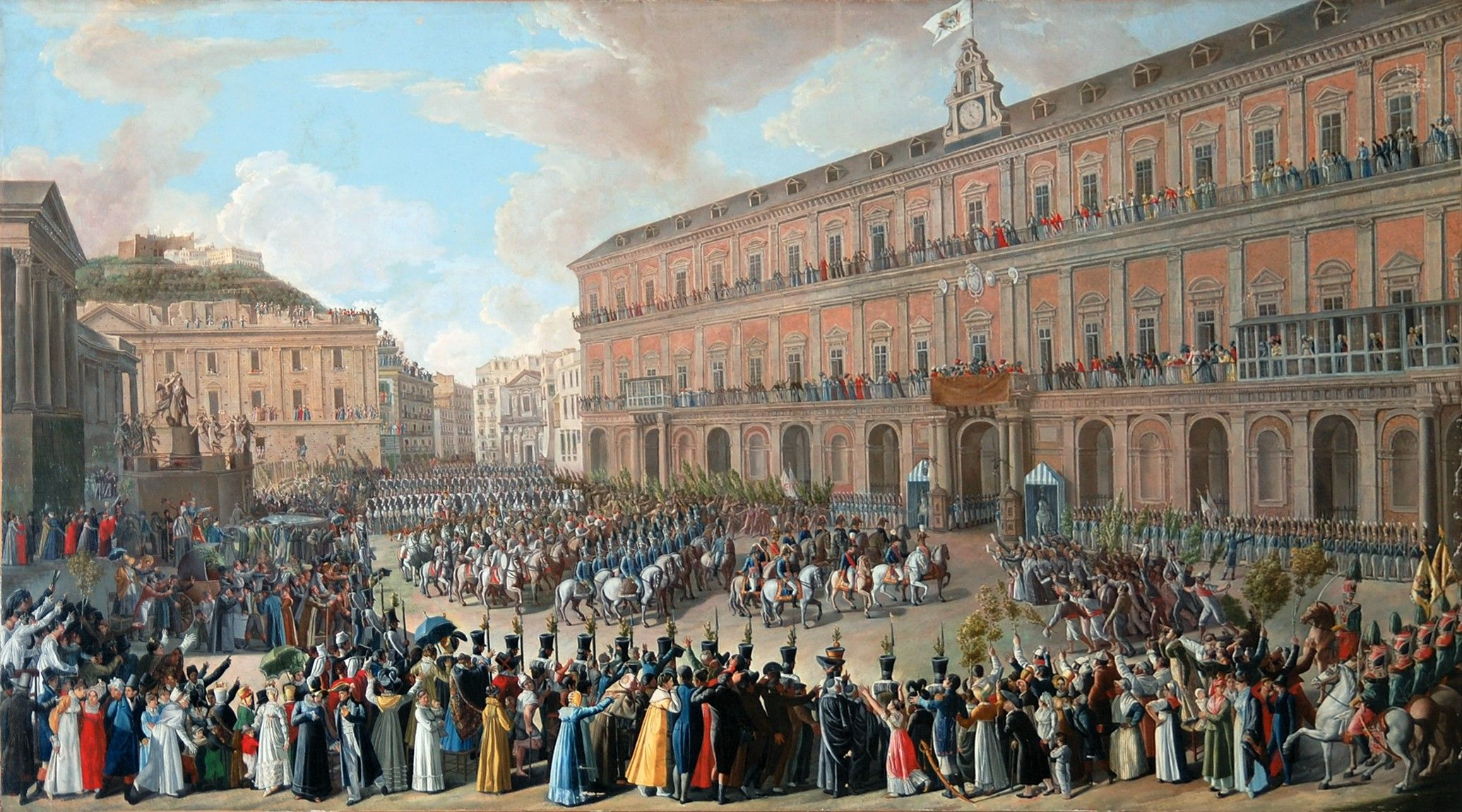

Dopo aver studiato presso l'Accademia delle Belle Arti di Napoli, con Jean-Baptiste Wicar, iniziò la sua attività di pittore, dedicandosi soprattutto a paesaggi e a ricostruzioni storiche.
Nel 1815, dopo il rientro dei Borboni a Napoli, il governo gli commissionò L'entrata di Ferdinando II a Napoli, che realizzò trasformando il precedente Festa popolare in piazza.
Dal 1822 insegnò presso l'Accademia delle Belle Arti di Napoli.
Tra i suoi dipinti più famosi: La morte di Sant'Andrea, San Francesco riceve le stimmate e La tonnara di Solanto, trasporto dei tonni a terra alla presenza di Ferdinando IV di Borbone, esposto al Museo nazionale di San Martino di Napoli.